# Музей занимательной науки Анн-Арбора
Музей занимательной науки Анн-Арбора (англ. Ann Arbor Hands-On Museum) находится в городе Анн-Арбор, штат Мичиган, США, который в основном специализируется на интерактивных выставках.
Музей занимательной науки был основан в 1978 году с одобрения местных властей. Открытие музея состоялось в 1982 году в историческом кирпичном здании пожарной службы. На тот момент музей вмещал 25 экспозиций, разместившихся на двух этажах. Персонал музея состоял из одного человека и десяти добровольцев.
За первый год работы Музей занимательной науки в г. Анн-Арбор посетили 25000 человек. Интерес, проявленный к экспозиции, способствовал её дальнейшему росту и расширению. Четыре года спустя при поддержке Фонда Кресге для посетителей были открыты третий и четвёртый этаж здания, в котором располагался музей. В 1993 году Музей приобрёл несколько прилегающих зданий, что позволило расширить экспозицию и в дальнейшем получить помещения для проведения образовательных программ. За последующие несколько лет пять различных грантов, полученных от Национального научного фонда, позволили создать ряд новых экспозиций, которые выставлялись также в ряде других городов США и Канады.
В настоящее время в Музее Анн-Арбора демонстрируется более 250 интерактивных экспозиций, относящихся к области физики, геологии, математики, музыки и технологии. Для классов, которые хотят углубиться в науку, серия семинаров может длиться от 3 до 12 недель.

## Постоянные музейные экспозиции[4]
Всё о Нас экспозиции из области биологии человеческого тела и медицины.
Свет и оптика поведение и применение света, создание тени.
Галерея Наследия экспонируются различные устройства и агрегаты.
Сельская лавка.
Экспозиция СМИ
Природа Мичигана.
Галерея для дошкольников специально для детей младше трёх лет.
Мир вокруг нас
Атриум.